# Astragalus proximus
Astragalus proximus là một loài thực vật có hoa trong họ Đậu. Loài này được (Rydb.) Wooton & Standl. miêu tả khoa học đầu tiên.